# Западно-Караханидское ханство
Западно-Караханидское ханство (также каганат) — средневековое тюркское мусульманское государство в Средней Азии, образовавшееся в результате раздела Караханидского государства на две части.

## История
Распад Караханидского государства на две части: Восточное и Западное ханства произошёл в 1040 году (в 1041 году согласно КНЭ) в результате междоусобной борьбы за власть в Караханидском государстве между сыновьями Али Арслан-хана (представителями старшей линии «Алидами») и Хасан Богра-хана (членами младшей линии «Хасанидами»).
Основателем Западнокараханидского каганата стал «Алид» — Ибрагим Буритакин или Ибрахим б. Наср Табгач-хан (1040—1068). Глава носил титул хакана.
В состав Западнокараханидского каганата вошла территория Мавераннахра и западная часть Ферганы. Восточно-Караханидское ханство осталось за «Хасанидами». Граница между двумя каганатами проходила в районе Сырдарьи, и эти земли были ареной их постоянной борьбы. Обладание ими целиком зависело от военно-политического могущества каганатов.
Столицей государства вначале был Узгенд[уточнить], затем Ибрагим Буритакин избрал столицей город Самарканд. Как свидетельствуют источники период его правления характеризуется подъёмом в экономической и культурной жизни страны. Ибрагим тамгач-хан беспощадно боролся с коррупцией и преступностью в государстве. Он установил строгий контроль за ценами на продукты на рынках страны.
Его политику продолжал его сын Шамс аль мульк (1068—1080).
Преемником Шамс аль мулька был Хызр-хан(1080—1087).
В 1089 году сельджукский султан Малик-шах во главе большого войска вторгся в пределы каганата и захватил Самарканд. Ахмед-хан б. Хызр вынужден был признать себя вассалом Малик Шаха. Тем самым государство оказалось под властью Сельджукидов, которые назначили своих ставленников на престол хакана из числа Караханидов. В 1102 году правитель Тараза Джибраил Кадыр-хан выступил против политического господства Сельджукидов в Мавераннахре. Однако под Термезом его войско потерпело поражение от Сельджукидов, сам Кадыр-хан погиб. При правлении Махмуд ибн Мухаммада (1132—1141) на территорию каганата вторглись каракитаи. В 1141 году в сражении на Катванской равнине объединенное войско Сельджукского султана Санджара и Западного каганата потерпело поражение от каракитаев; каганат стал вассалом каракитаев. К середине XII века усилившиеся междоусобные войны удельных правителей за верховную власть значительно ослабили каганат. В 1156 году власть перешла в руки династии Хасанидов, правителей Восточного Караханидского государства. Последним хаканом стал Осман ибн Ибрахим, который погиб в 1212 году от рук Хорезмшаха Мухаммада ибн Текеша. Тем самым в начале XIII века закончилась власть династии Караханидов в Мавераннахре.

## Политический строй

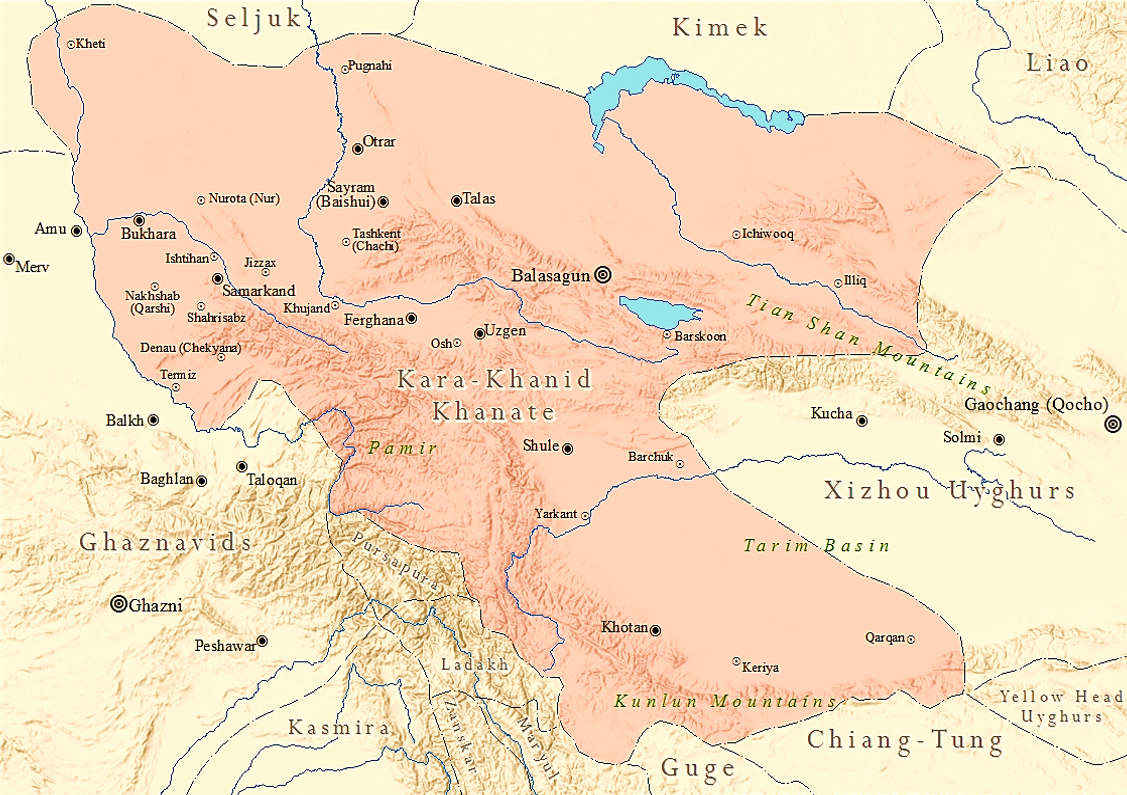
Карта Караханидского государства в границах 1006 года

В Западном каганате с момента его возникновения не было никакой дуальной системы[какой?].  Первой столицей Западных Караханидов был Узгенд, а потом с образованием западного каганата стал Самарканд.

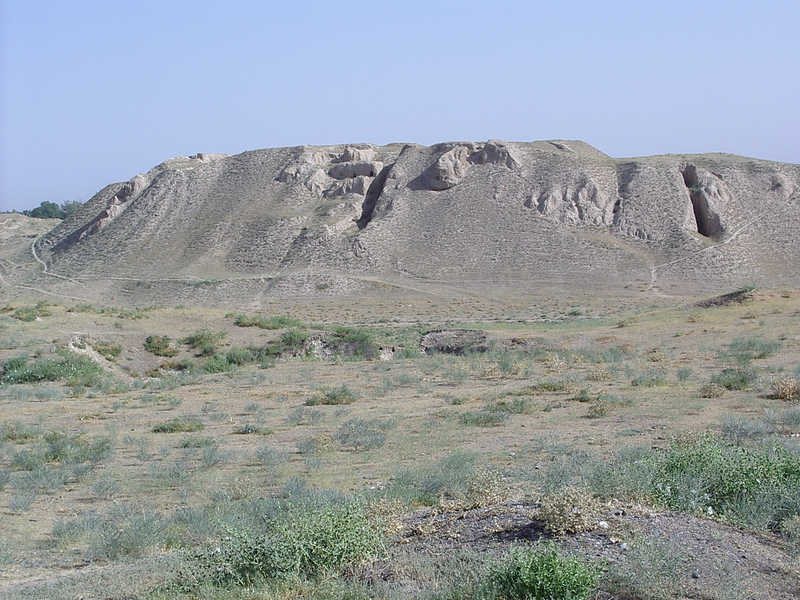
Руины резиденции тюркской династии Караханидов, XI - начало XIII в., городище Афрасиаб, Самарканд

В государстве сохранялась удельная система управления, существовавшая ранее в Караханидском государстве. При верховном правителе, хакане, действовала гос. канцелярия — диван. Делопроизводство велось на тюркском и арабском языках.
До поры до времени власть в Западном каганате переходила по прямой, от отца к сыну. Порядок иногда нарушался в результате вмешательства сперва сельджукидских султанов, затем карахытайских гурханов. Но и тогда, с 1040 г. и до падения династии в 1212 г. самаркандские ханы происходили из потомства Ибрахима Табгач-хана.
Титул илиг исчез из монетного репертуара с момента создания Западного каганата. Термин тегин на монетах Ибрахима б. Насра ещё встречается. Таким образом, Ибрахим табгач-хан навсегда покончил с множественностью ханов, став единственным каганом. Во-вторых, он уничтожил многоступенчатую политическую иерархию с многочисленными князьями. В-третьих, изменил порядок престолонаследия, сделав его прямым, от отца к сыну, то есть заменил кочевнический порядок оседлым.

## Экономика
Развивались земледелие, скотоводство, ремесло, торговля. По территории проходили маршруты Великого шёлкового пути. Крупными центрами исламской культуры стали Самарканд и Бухара. В городах существовали медресе и медицинские учреждения, деятельность которых финансировалась за счет государства.

## Культура

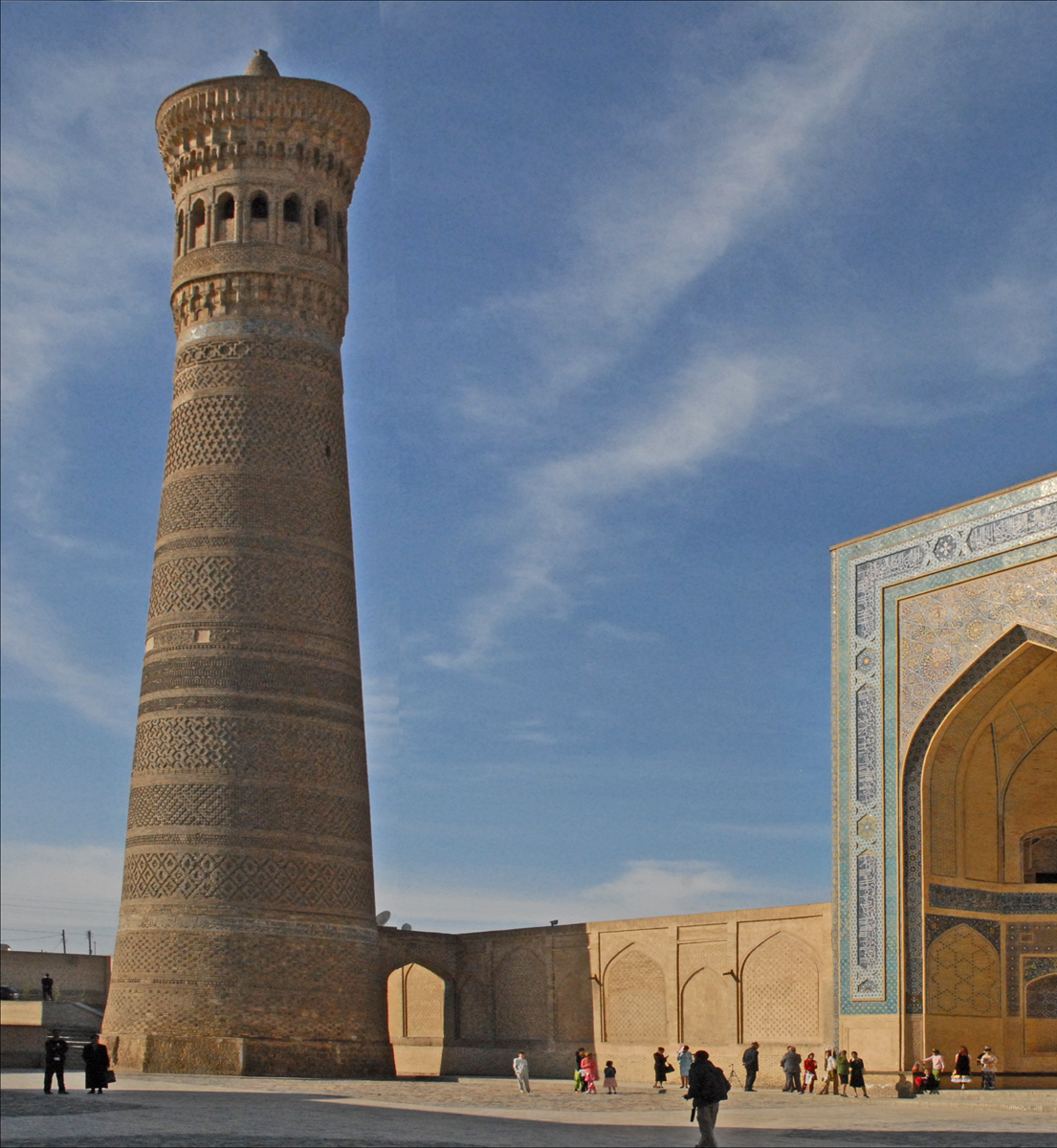
Минарет Калан, построенный на средства Караханида Арслан-хана.

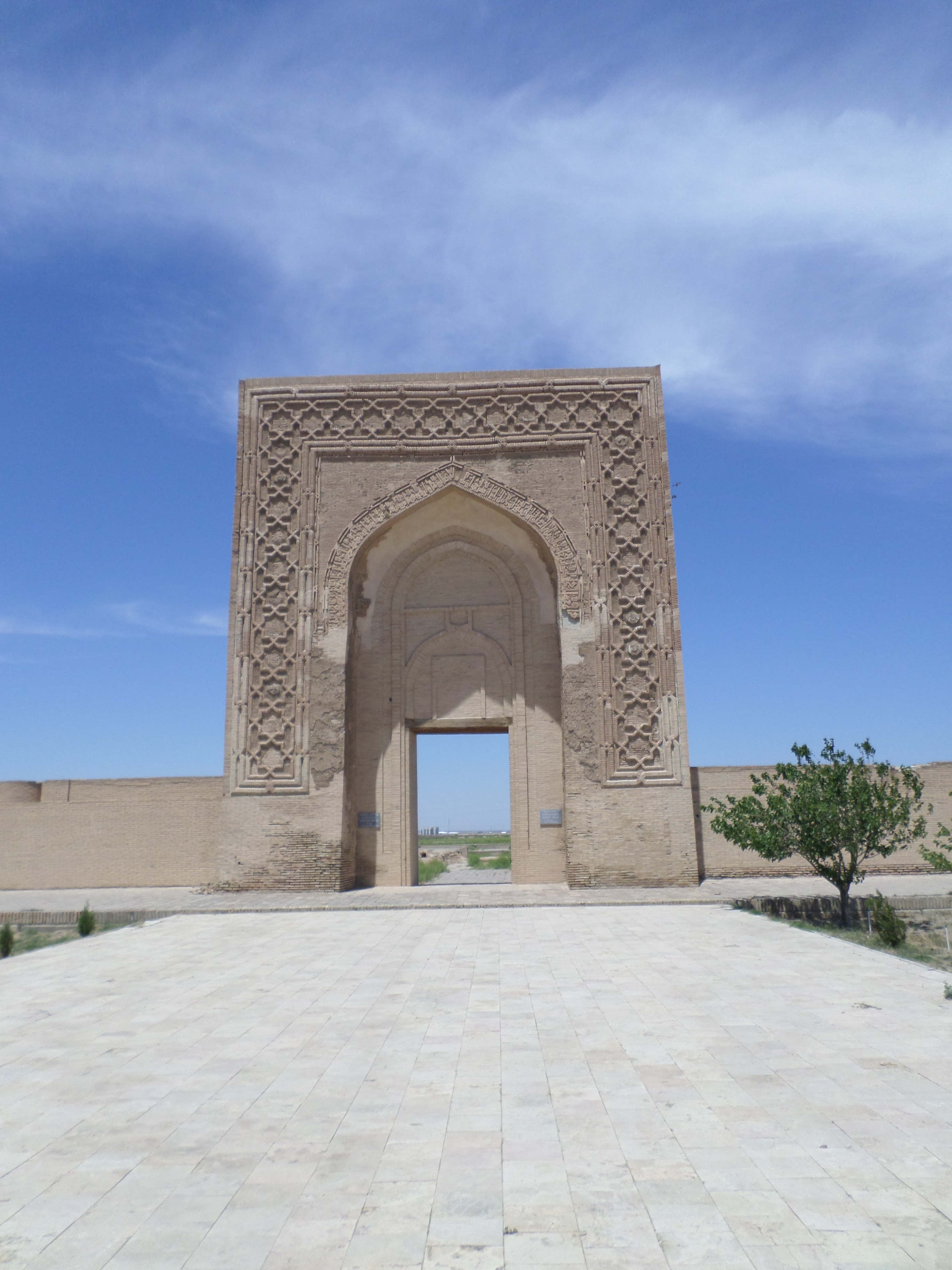
Караван-сарай Рабати Малик, построенный по приказу караханида Шамс аль мулька близ Кермине

Караханиды гораздо больше, чем другие династии тюркского происхождения, имели в надписях на монетах тюркские титулы.

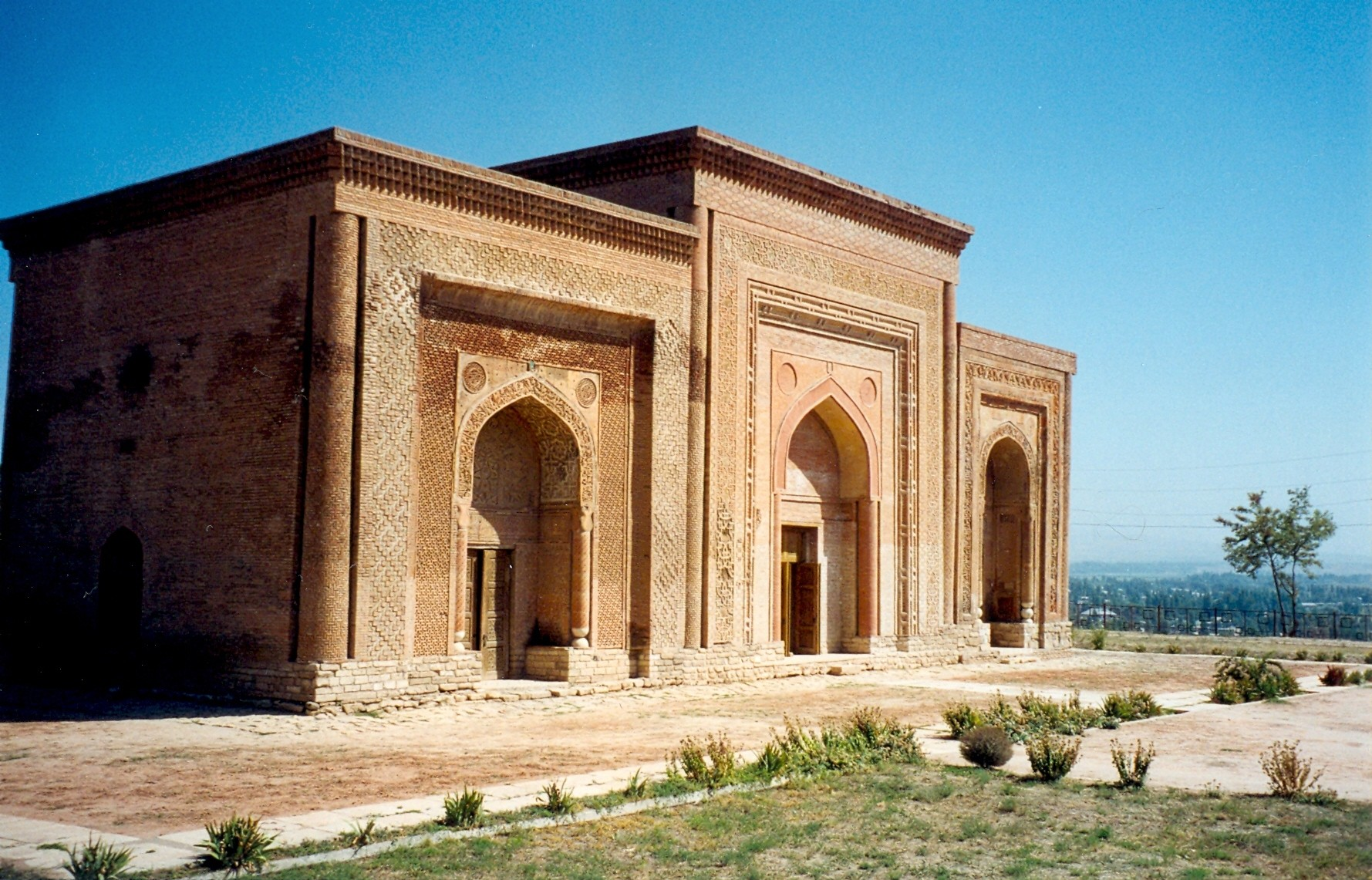
Караханидский мавзолей 11-12 вв. в Узгене, Киргизия

Основателем Западного Караханидского каганата был Ибрахим Тамгач-хан (1040-1068). Он впервые на государственные средства возвёл медресе в Самарканде и поддерживал развитие культуры в регионе. При нём, в Самарканде были учреждены общественный госпиталь и медресе, где велось обучение и по медицине. При госпитале была амбулатория, где получали медицинскую помощь больные, не нуждавщиеся в стационарном лечении. Врачебное дело в больнице Самарканда было на довольно высоком уровне. Ибрагим Буритакин избрал столицей Самарканд. Как свидетельствуют источники, период его правления характеризуется подъёмом в экономической и культурной жизни страны.
Представителями тюркской династии Караханидов был основан мемориальный архитектурный ансамбль Шахи Зинда в Самарканде. В дальнейшем формировался на протяжении 9 веков и включает более двадцати сооружений XI—XIV и XIX веков. До XVI века назывался Мазар шаха, имея ввиду двоюродного брата пророка Мухаммеда Кусам ибн Аббаса, погибшего в Самарканде в VIIв. С XVI века стал называться Шох-и Зинда — «живой царь». Старейшие сооружения ансамбля, от которых сохранились только основания и надгробия, датируются эпохой тюркской династии Караханидов (XI—XII вв.).
Ибрагим тамгач-хан беспощадно боролся с коррупцией и преступностью в государстве. Он установил строгий контроль за ценами на продукты на рынках страны. Его политику продолжал его сын Шамс аль мульк (1068-1080). Столицей государства оставался Самарканд. По приглашению Шамс аль мулька в Самарканд прибыл молодой поэт и ученый Омар Хайям, который здесь написал свои первые научные произведения, прославившие его на весь мир.
В 1078-1079 годах Шамс аль мульк построил большой караван-сарай Рабат Малик (недалеко от современного города Навои). Он же построил новую соборную мечеть в Бухаре и дворец Шамсабад.
Преемником Шамс аль мулька был Хызр-хан (1080-1087).
Караханиды построили в Самарканде и Бухаре ряд грандиозных архитектурных сооружений. Но в отличие от Бухары, где до наших дней сохранились постройки времён Караханидов (например, минарет Калян), в Самарканде остался только минарет в комплексе Шахи-Зинда (остальные разрушил Чингис-хан).
Наиболее известной постройкой Караханидов в Самарканде являлось медресе 1040 года Ибрагим ибн Наср Табгач-хана, а также большой дворец Ибрахима Хусейна (1178-1202), который согласно историческим данным был полностью украшен живописью.
В эпоху Караханидов в Самарканде жил выдающийся среднеазиатский мыслитель, учёный философ, теолог-богослов, исламский законовед-фиких Бурхануддин аль-Маргинани (1123-1197).
Наиболее ярким памятником эпохи Караханидов в Самарканде был дворец Ибрахим ибн Хусейна (1178-1202), который был построен в цитадели в XII веке. При раскопках были обнаружены фрагменты монументальной живописи. На восточной стене был изображён тюркский воин, одетый в жёлтый кафтан и держащий лук. Здесь же были изображены лошади, охотничьи собаки, птицы и периподобные женщины.

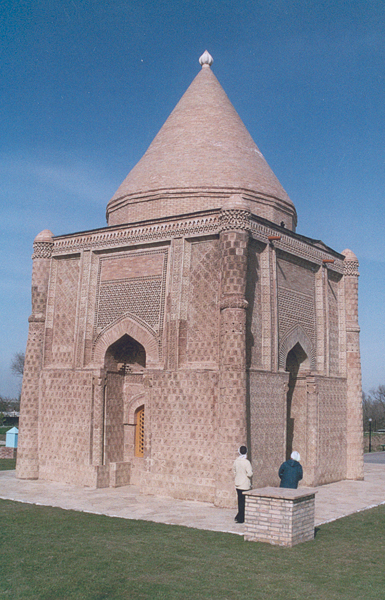
Мавзолей Айша-биби около Тараза

От эпохи Караханидов сохранились древние памятники в Бухаре: минарет Калаян, мечети Магоки-Аттари и Намазгох, и Турк-и Джанди (квартальный и суфийский центр). В 1119 году на фундаментах Намазгаха караханид Шамс ал-мулк отстроил новое здание праздничной мечети, сохранившееся в перестроенном виде до наших дней.
В эпоху Караханидов при правлении Арслан-хана (1102—1130) был построен один из шедевров бухарского зодчества — минарет Калян (1127—1129 годы). В юго-западной части «Внутреннего города» он выкупил жилой квартал и отстроил здесь пятничную мечеть (закончена в 1121 году), известный ныне как мечеть Калян.
Ещё одна мечеть находилась на небольшом расстоянии к югу от мечети Калан. Сейчас на её месте располагаются жилые дома, в одном из них — мазар Арслан-хана.
В XII веке Бухарский оазис становится одним из центров суфизма в Центральной Азии. Одним из известных суфиев этого периода был Абдул-Халик Гидждувани.

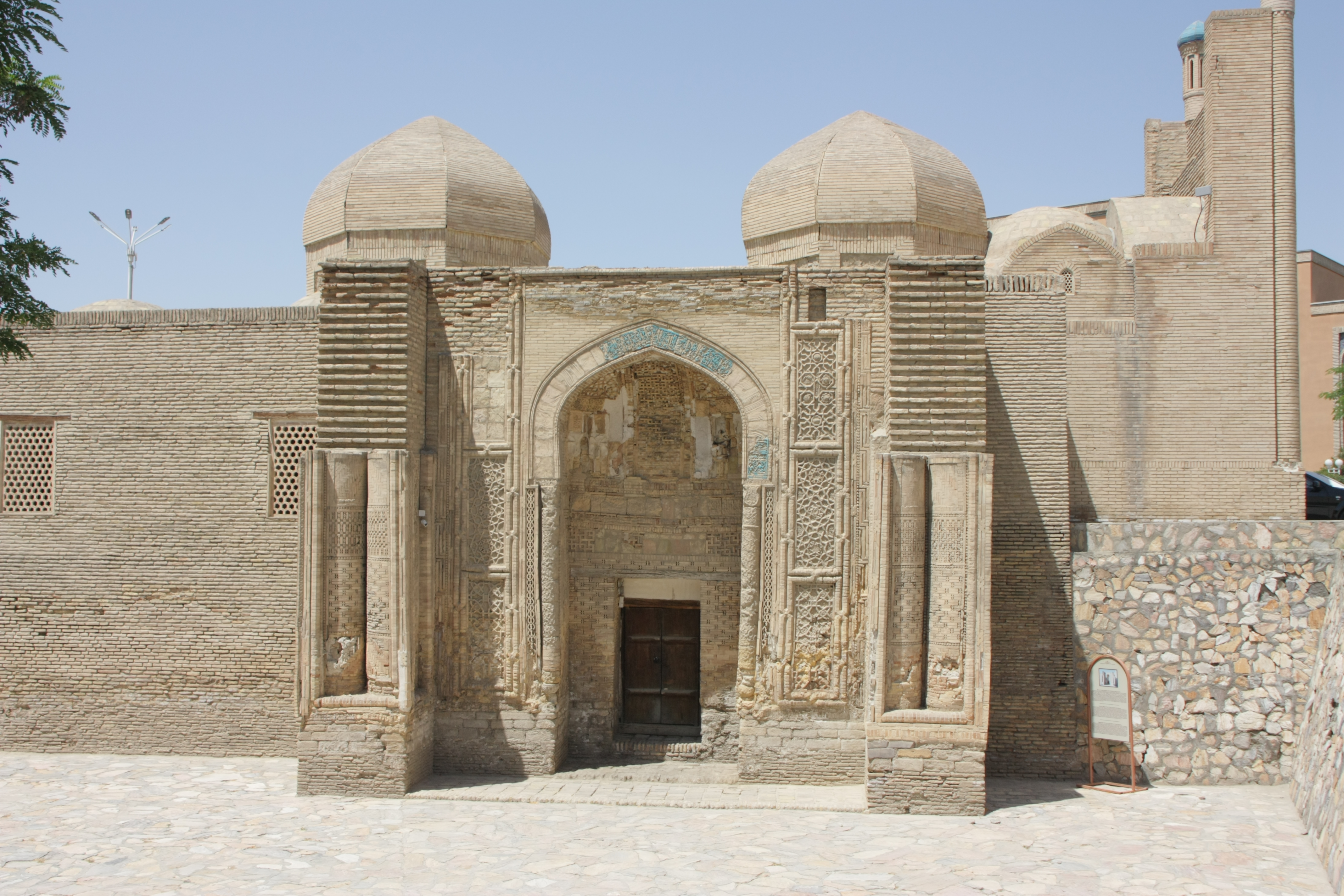
Мечеть Магоки-Аттари в Бухаре эпохи Караханидов.

Некоторые образцы караханидской архитектуры располагались в Таразе и присырдарьинских городах, мавзолеи Айша-Биби, Аяккамыра, Бабаджи хатун и др.
Благодаря активному использованию жжёного кирпича караханидская архитектура отличалась богатством архитектурные формы. В караханидской архитектуре широко применялись арочные конструкции и купола. Для оформления наружных стен и куполов использовался узорный и глянцевый кирпич. Были распространены резные, лепные и литые украшения для стен, а также лепнина из жёлтой глины и глиногипса (ганча). Часто встречались восьмиугольные или восьмигранные формы и узоры наподобие ковровых.
Из примеров прикладного искусства до наших дней дошли образцы узорной поливной и терракотовой керамики и ювелирных изделий. В оформлении предметов преобладают геометрические мотивы.
К X веку в государстве Караханидов функционировал литературный язык, продолживший традиции древнетюркских письменных текстов. Официальный караханидский язык X в. основывался на грамматической системе древних карлукских диалектов.
Исламизация Караханидов и их тюркских подданных сыграло большую роль в культурном развитии тюркской культуры. В конце Х - начале XI в. впервые в истории тюркских народов на тюркский язык был переведен Тафсир - комментарии к Корану. В эту эпоху в Средней Азии появились крупнейшие тюркоязычные литературные произведения: «Благодатное знание» (Кутадгу билиг) Юсуфа Баласагуни, «Диван» Ахмада Яссави, «Дары истины» (Хибатул хакоик) Ахмада Югнаки. Ученый XI века Махмуд Кашгари заложил основы тюркского языкознания. Он перечисляет названия многих тюркских племён Средней Азии.
«Словарь тюркских наречий», был составлен Махмудом Кашгари в 1072−1074 годах. Здесь он представил основные жанры тюркоязычного фольклора — обрядовые и лирические песни, отрывки героического эпоса, исторические предания и легенды (о походе Александра Македонского в область тюрков-чигилей), более 400 пословиц, поговорок и устных изречений.
При дворе караханидов в Самарканде сложился научный и литературный центр Мавераннахра. Источники по истории Караханидского государства большей частью не сохранились. Нам известны лишь некоторые названия этих исторических трудов. Сведения о нём дошли до нас лишь в трудах арабских и персидских авторов, писавших за пределами ханства. Труд единственного историка-караханида Махмуда Кашгарского «Тарихи Кашгар» известен лишь в небольших отрывках, приведенных у Джамаля Карши (XIII век).
Одним из знаменитых учёных был историк Маджид ад-дин ас-Сурхакати, который в Самарканде написал «Историю Туркестана», в которой излагалась история династии Караханидов.

## Ханы Западно-Караханидского ханство
1. Наср I — хан (999—1012)
2. Ахмад — хан (1012—1016).
3. Мухаммед — хан (1016—1024).
4. Али-тегин — хан (1024—1034).
5. Юсуф — хан (1034).
6. Хусейн (1034—1038).
7. Мухаммед (1038—1040).
8. Ибрахим б. Наср Табгач-хан — первый Западно-Караханидский хан (1040—1068)
9. Шамс аль мульк — хан(1068—1080).
10. Хызр-хан — хан (1080—1087).
11. Ахмед-хан б. Хызр — хан (1087—1095).
12. Махмуд-хан — хан (1095—1097).
13. Сулеймен-тегин — хан (1097—1098).
14. Джибраил Кадыр-хан — хан (1098—1102).
15. Мухаммед-тегин — хан (1102—1129).
16. Наср III — хан (1129).
17. Ахмад-хан — хан (1129—1130, 1132).
18. Ибрахим II Богра-хан — хан (1130—1132, 1141—1156).
19. Махмуд-хан III — хан (1132—1141).
20. Али — хан (1156—1163).
21. Масуд — хан (1163—1178).
22. Ибрахим III Богра-хан — хан (1178—1201).
23. Осман — хан (1201—1212).